# Jacques Bergier
Cet article possède un paronyme, voir Jacques Berger.
Pour les articles homonymes, voir Bergier.
Œuvres principales
Le Matin des magiciens

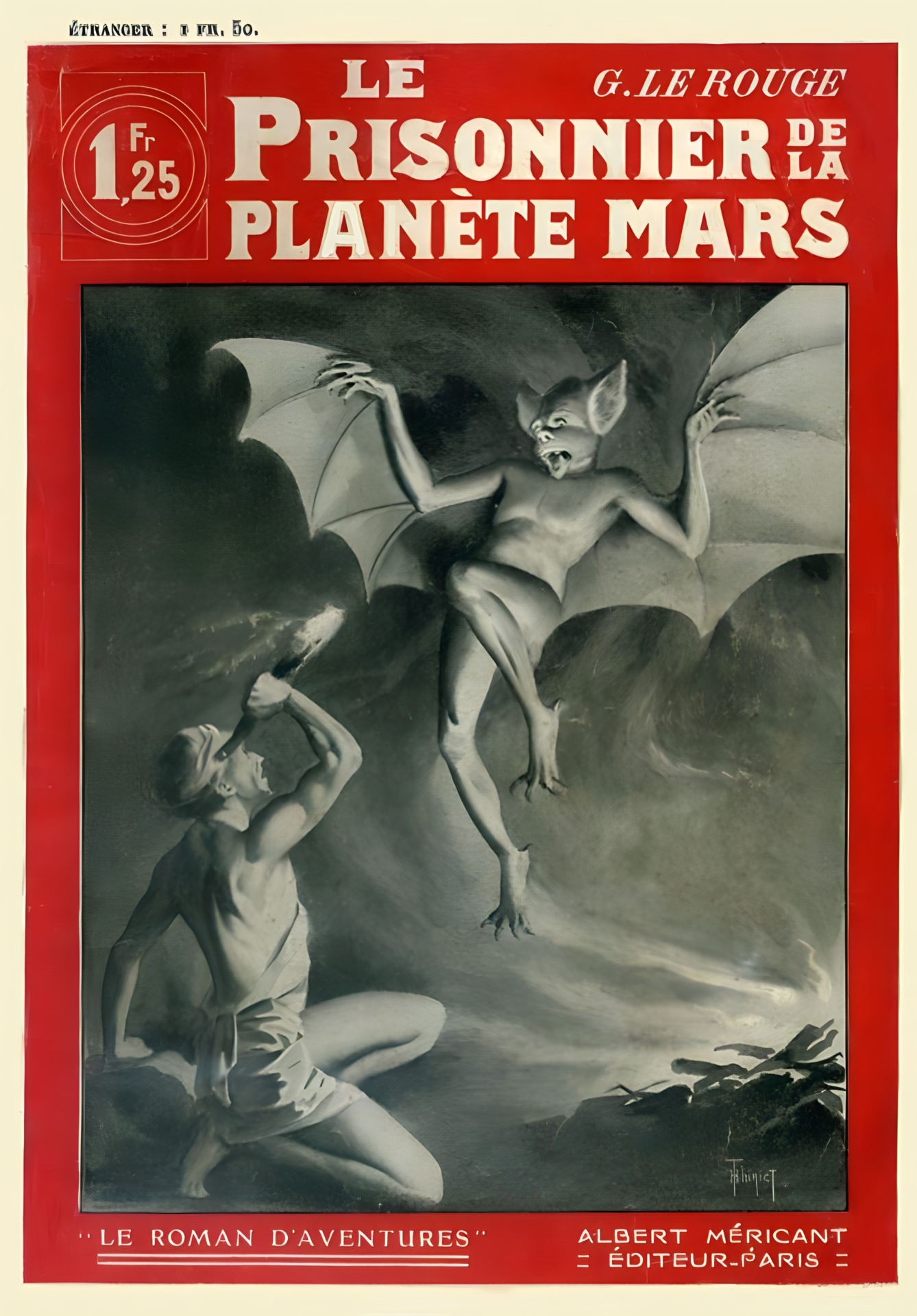
Gustave Le Rouge, Le Prisonnier de la planète Mars.

Jacques Bergier,,, peut-être né Yakov Mikhaïlovitch Berger (Яков Михайлович Бергер) le 8 août 1912 (21 août dans le calendrier grégorien) (?) à Odessa (Empire russe) et mort le 22 novembre 1978 à Paris, est un ingénieur chimiste, résistant, espion, journaliste et écrivain, de nationalités française et polonaise d'ascendance juive.
Polymathe, il a largement contribué à la promotion, en France, de la science-fiction, du paranormal et de théories pseudo-scientifiques, notamment par le biais de son livre Le Matin des magiciens, écrit en collaboration avec Louis Pauwels, puis à travers le mouvement du réalisme fantastique relayé par la revue Planète. Avec Robert Charroux et Jean Sendy, il est l'un des précurseurs français de la théorie des anciens astronautes.

## Biographie

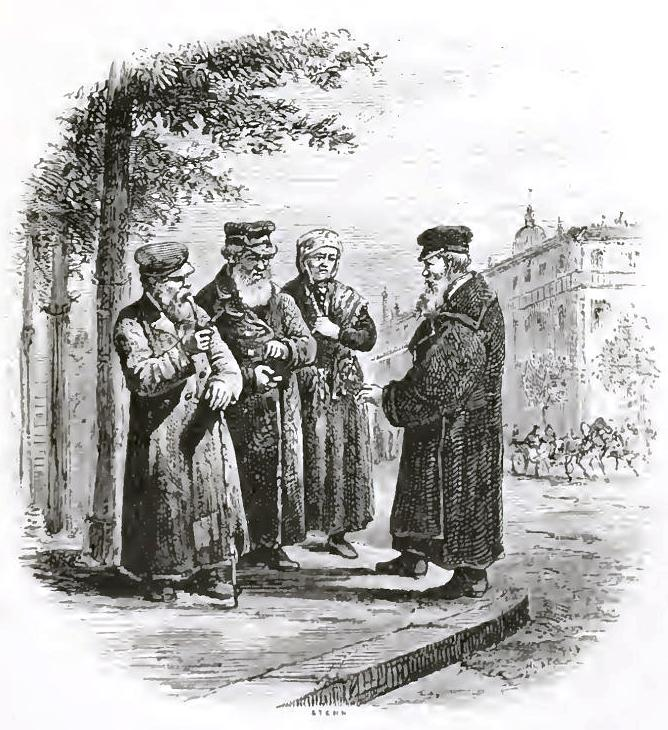
Juifs d'Odessa en 1876.

Fils de Mikhaïl Berger, épicier juif parfois aisé et marchand de fourrures à l'occasion, et d’Estelle "Etlia" - ou "Tounia"-  Krzemienieckaïa de quinze ans sa cadette, rencontrée au casino de Baden-Baden après la participation de celle-ci à un attentat contre un ministre du tzar à Saint-Pétersbourg.
Sa mère, juive nihiliste russo-polonaise originaire de Kremenets, est fille d'un marchand de draps ayant cinq autres garçons. Son frère Salomon et sa belle-sœur Sarah sont l'un éventré et l'autre égorgée dans cette ville, lors d'un pogrom en 1932.
Son père, quatorzième enfant d'un grossiste en raisins secs de Smyrne, collectionneur d'affiches de la révolution bolchevique, fumeur de tabac turc, joueur de cartes et buveur de vodka, coureur à l'occasion de jupons, le gifla enfant pour avoir voulu absolument mesurer avec un mètre de couturière la hauteur de la séance de lévitation de son grand-oncle maternel, Rabbi Jacob Krzemienieck, rabbin en Union des républiques socialistes soviétiques. Il ouvre une nouvelle épicerie à Paris en 1925 près du cimetière de Montmartre.
Sa « tante Quel-Malheur » ponctuait chacune de ses phrases de l’expression incongrue « quel malheur quel malheur ».
Dans son autobiographie, Jacques Bergier se dit le cousin - entre autres - du physicien nucléaire George Gamow, de quelques émigrés américains -dont l'un nommé d'office « Cherry » (Cerise) par le service d'immigration US-, et d'un certain Anatoly membre du commando d'une douzaine de soldats qui assassina le tsar Nicolas II. Il prétendait aussi être le descendant d'un grognard de Napoléon bloqué à Odessa lors de la Grande débâcle, marié et faisant souche localement.
Il avait une sœur de cinq ans sa cadette, Isabelle dite "Isa", épouse du poète Jacques "Génia" Vichniac (nom de plume Jacques Givet, également traducteur pour l'OMS de Genève grâce à la perspicacité du père d'Isabelle). Fait rare pour la diaspora russe de Montmartre, tous deux vouvoyaient leurs parents. Libraire à Paris juste après-guerre ("Le Camé", avec son époux et son cousin germain Sania), puis journaliste notamment au Monde, elle est récompensée elle-aussi par la Légion d'Honneur, reçue en avril 1993 des mains de Bernard Kouchner. Mère de trois garçons, le mari de sa fille adoptive était le journaliste Jacques Derogy.
Dit "Le Martien" par plusieurs de ses amis, Bergier était connu dans le fandom de la science-fiction des années 1950 pour être « Un Être dépourvu de nombril, car natif de la planète Mars », comme il aimait alors à le redire en petits comités. Il prétendait maîtriser quatorze langues modernes et anciennes, dont l'araméen… mais avouait ne pouvoir retenir le finnois[réf. nécessaire]. Dans un entretien transmis par la RTS en 1978, Bergier dit que son Q.I. était de 160. Sur sa carte de visite, il se présentait comme « Amateur d'insolite et scribe des miracles », citation tirée de la partie préliminaire du Péril bleu de l'écrivain Maurice Renard. Sa filleule vit désormais aux États-Unis.

### Ingénieur chimiste

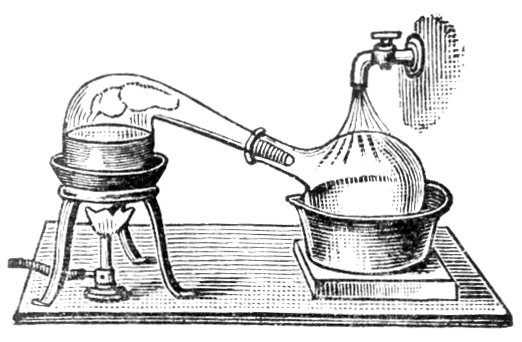

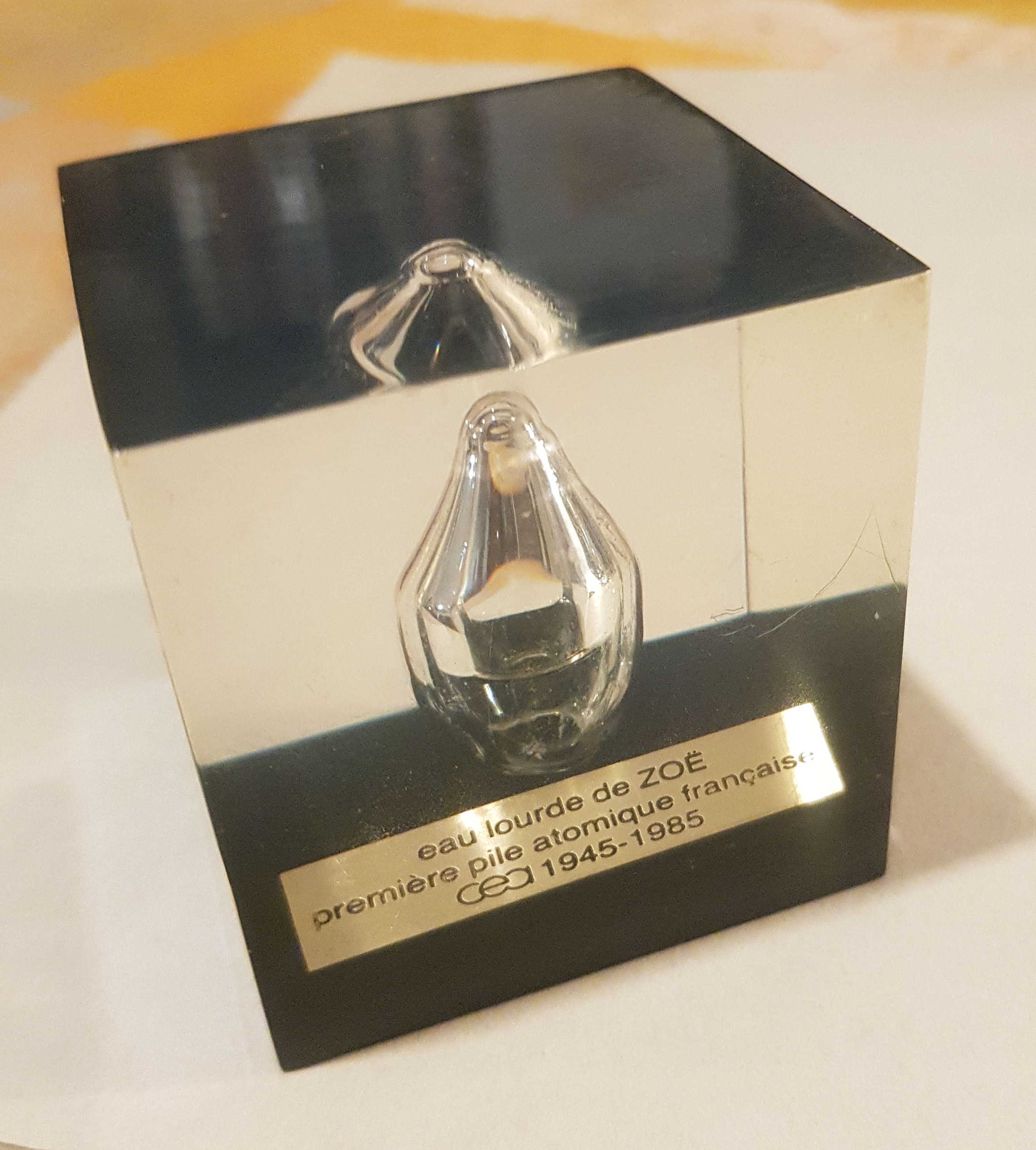
Eau lourde de la pile Zoé de Joliot-Curie (1948)

Durant la première moitié des années 1930, Jacques Bergier est l'un des chefs de la troupe Hiawatha de la butte Montmartre aux Éclaireurs de France, après être entré à L'Enfance heureuse en 1927.
Après des études secondaires au lycée Saint-Louis, il poursuit ses études à la Faculté des sciences de Paris et à l'École nationale supérieure de chimie de Paris. Ingénieur chimiste, licencié ès sciences, il se consacre alors à la recherche scientifique, notamment à la chimie nucléaire. En 1936, il découvre, avec le physicien atomiste André Helbronner, l’utilisation de l'eau lourde pour le freinage des neutrons et affirme avoir réalisé la première synthèse d’un élément radioactif naturel, le polonium, à partir de bismuth et d'hydrogène lourd en volatilisant un filament de tungstène. Ses autres collaborateurs scientifiques avant-guerre sont essentiellement Vladimir Gavreau ou encore le futur résistant Alfred Eskenazi (qui fournit à Lucie Aubrac, de la part du réseau Marco Polo, les papiers allemands pour entrer dans l'Hôpital de l'Antiquaille afin de délivrer — entre autres — Serge Ravanel). Très vite, il développe un penchant pour l'alchimie (renforcé par une rencontre supposée avec Fulcanelli en juin 1937), et affirme au début des années 1950 avoir obtenu par transmutation alchimique du béryllium à partir de sodium.

### Résistant et déporté

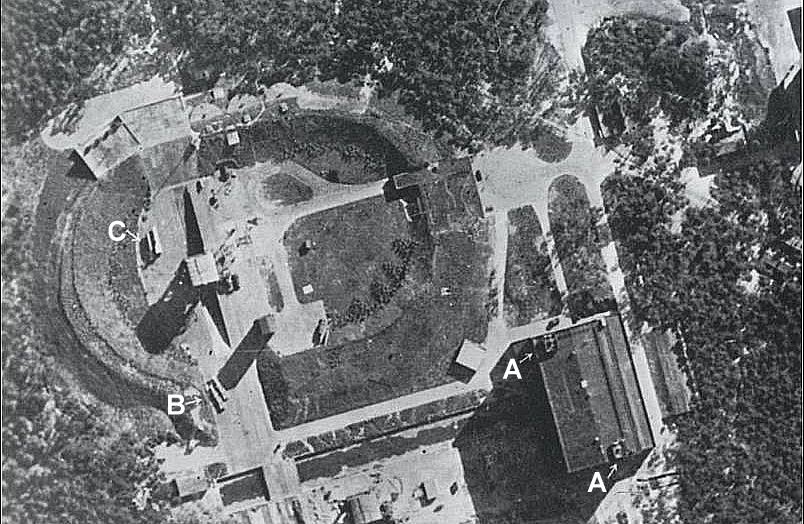
Le site de Peenemünde, base des fusées V1 et V2.

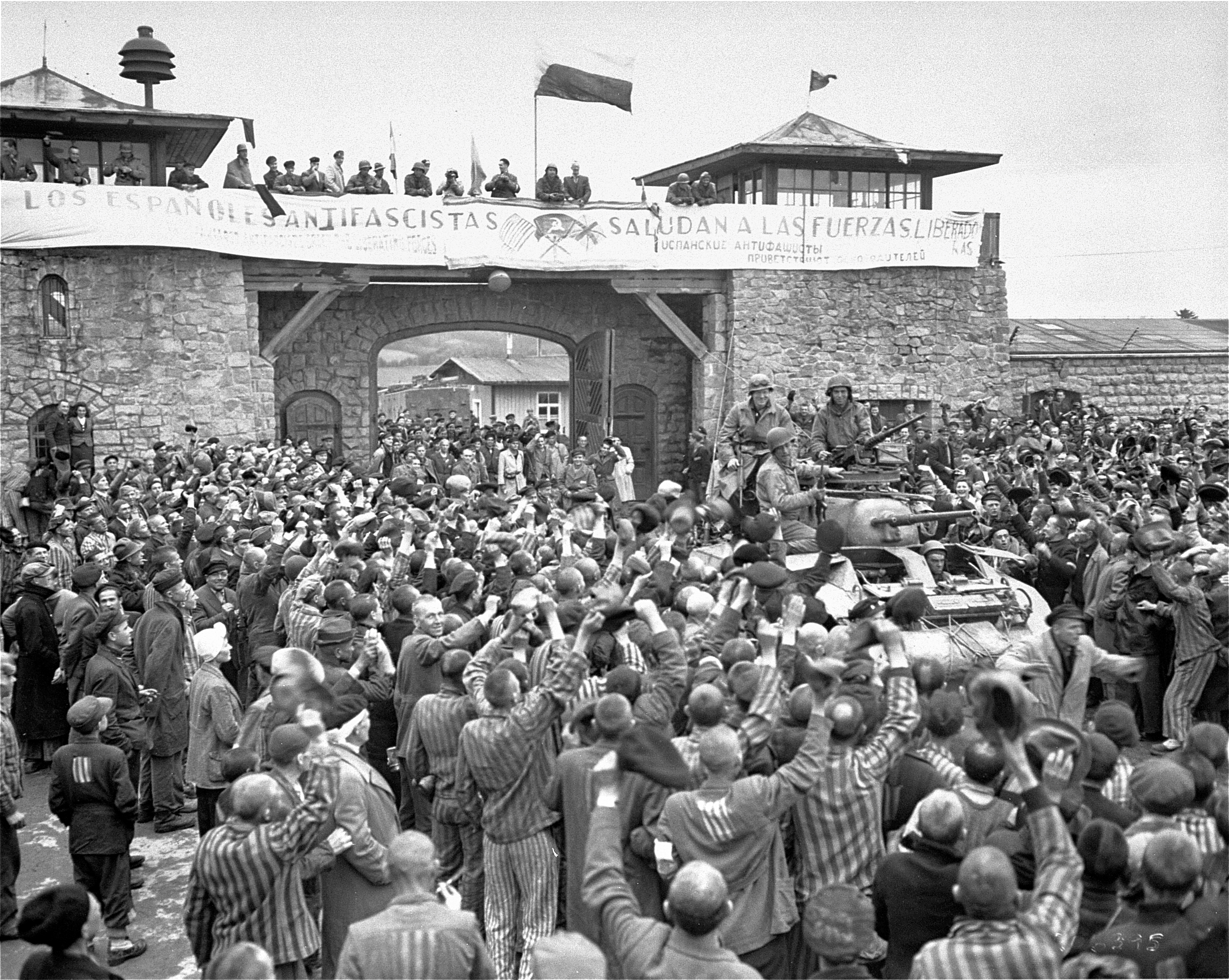
Libération de Mauthausen.

Après une tentative avortée d'embarquement vers l'Angleterre à Saint-Jean-de-Luz, pendant la Seconde Guerre mondiale Jacques Bergier réside à Toulouse durant le deuxième semestre de 1940 (hébergeant alors brièvement sa sœur et son beau-frère) avec le professeur Frédéric Joliot-Curie, comme ingénieur-conseil aux Constructions aéronautiques Dewoitine, puis il part à Lyon rejoindre ses parents réfugiés, le professeur André Helbronner, et Alfred Eskenazi qui a toute sa famille dans cette ville. Résistant au sein du trio des ingénieurs, il rejoint le réseau Marco Polo, mieux structuré avec Eskenazi à compter de décembre 1942 (faisant à cette occasion la connaissance de son futur grand ami François Le Lionnais -membre d'un autre groupe- en 1941, en compagnie duquel il devient plus tard pataphysicien). Grâce à des renseignements fournis par un ingénieur russe travaillant sur place et transmis à Londres, son réseau est ainsi à l'origine du bombardement de la base d'expérimentation de fusées V2 de Peenemünde. Le lieutenant Pecquet de la branche Nord du réseau signale quant à lui les sites de V1 implantés dans la Somme aux Britanniques. Quant à Bergier lui-même, il réussit à faire parvenir aux Anglais les premiers plans des têtes de guidage des V1, qu'il a réussi à subtiliser chez Jaeger.
Le 18 août 1943 a lieu l'Opération Hydra : 598 bombardiers lourds (Avro Lancaster, Handley Page Halifax et Short Stirling) dirigés par le Wing Commander John H. Searby frappent Peenemünde. Le Ministère de l'Air centralise ensuite les renseignements de divers réseaux français dont Marco-Polo, et l'Air Chief Marshall Sir Roderic Hill, commandant de la défense aérienne de Grande-Bretagne à compter du 15 novembre 1943 et commandant en chef du Fighter Command de la RAF, procède le 5 décembre 1943 aux premiers bombardements de 21 sites de V1 sur le sol français, en détruisant 12 entièrement et 9 partiellement grâce au 8e Air Force.
Jacques Bergier est alors - entre autres - chargé de gérer les rares postes émetteurs de Marco-Polo sur Lyon. Il y est arrêté le 23 novembre 1943 par la Gestapo, et soumis à la torture à 44 reprises. Il est enfermé dans les camps nazis de mars 1944 à mai 1945, d'abord au camp de Neue Bremm, puis à celui de Mauthausen-Gusen, en tant que prisonnier politique ingénieur en électricité. Le 5 mai 1945 le camp est libéré. Bergier dit qu'il participa au siège du chef du camp, Franz Ziereis, et qu'il lui tira dessus avec un pistolet soviétique. Il rentra en France le 19 mai 1945, pesant 35 kg. En arrivant à Paris, la première chose qu'il fit fut d'obtenir des journaux et des revues scientifiques qu'il lut d'un coup avant de rentrer épuisé chez ses parents.
Son passé de résistant lui permet ultérieurement quelques prises de contact directes avec Charles de Gaulle, malgré son aversion pour le personnage à compter de son retour aux affaires.

### Agent secret
Après la guerre, Jacques Bergier, ayant rang de capitaine de la DGER (Direction générale des études et recherches), aurait dirigé la branche française du CIOS (Centre interarmée de contre-espionnage alliés). Il participe ainsi durant la 2e moitié de 1945 à la MIST (Mission d'information scientifique et technique), dirigée par le capitaine Albert Mirlesse (ingénieur en mécanique, père fondateur du Normandie-Niemen) chef du 2e bureau de l'État-Major Général de l'Air -EMGA-, et rattachée au CIOS, pour des missions secrètes en Allemagne afin d'interroger des savants atomistes (notamment à Heidelberg en arrêtant le lieutenant Springer, fils de l'éditeur berlinois Francis Springer), et de trouver des armes secrètes dérivées de l'eau lourde. La MIST ramène ainsi de Forêt Noire le Dr Berthold, aérodynamicien directeur technique de la société d’ailes volantes Horten, jusqu’à Châtillon-sous-Bagneux (où travaille Bergier au début de la guerre), et capture en Bavière le Pr Willy Messerschmitt, faisant main basse sur un V1 complet, des éléments de V2, divers missiles prototypes, et sur les plans du chasseur à réaction Me 262. Bergier fait également partie alors des services britanniques de contre-espionnage, au même titre que son ami George Langelaan. Il est naturalisé français tardivement, en 1947.

### Écrivain
Ses déplacements l'amènent à fréquenter plusieurs écrivains. Jacques Bergier fut ainsi l'ami intime de Jean Bruce (créateur d'OSS 117), de Victor Alexandrov (nl), et de bien d'autres auteurs parmi lesquels Arthur C. Clarke, spécialiste en ondes radar pour l'armée anglaise durant la guerre, qu'il rencontre vers 1941, et Ian Fleming, rencontré une première fois à Lisbonne fin 1942 lors de ses activités au sein du « trio des ingénieurs ». Bergier affirma à plusieurs reprises lui avoir fourni l'idée du personnage de James Bond. 
En mai 1946, il publie l'un de ses premiers articles dans Qui ? Le magazine de l’énigme et de l’aventure fondé par André Beyler.
Après la mort de son compagnon de résistance Guivante (Paul Guivante dit) de Saint-Gast le 6 mars 1952 (membre -dirigeant- de Marco-Polo, tout comme son cousin germain député, ministre des finances puis du commerce et de l'industrie Henri Ulver, de 1951 à 1956), Bergier décide de délaisser ses activités d'ingénieur-conseil « chasseur de tête » scientifique et de recherches en synthèse d'ersatz de carburants pour le tiers-monde au sein de la société « Recherches et Industrie », créée avec son ami de lycée — rencontré dès leur arrivée parisienne comme immigrés — Albert Mirlesse, et Saint-Gast, pour se lancer désormais dans l'écriture. Il est ainsi le premier à traduire en français Lovecraft, pour lequel il a une immense admiration et dont il dit avoir été le « correspondant » avant-guerre par le truchement de la revue Weird Tales.
Il participe à la création de Fiction en 1953, premier magazine de science-fiction en France, « version hexagonale du Magazine of Fantasy and Science Fiction » alors publié aux États-Unis.
En 1953, il soumet à l'éditeur Robert Laffont un projet de collection française de science-fiction qu'il dirigerait conjointement avec le mathématicien François Le Lionnais, mais la collection ne voit pas le jour. En septembre 1957, il classe en vingt thèmes majeurs la trame des romans policiers, avec Fereydoun Hoveyda, ami rencontré en 1953 au secrétariat de l'UNESCO et futur ambassadeur d’Iran auprès des Nations unies de 1971 à 1979. 
En 1956, il entame une collaboration avec Robert Amadou, une autre de ses relations suivies, pour sa revue La Tour Saint-Jacques.
Rentré au mensuel Constellation d'André Labarthe également en 1957, il écrit de nombreux ouvrages sur l'espionnage.

#### Le Matin des magiciens

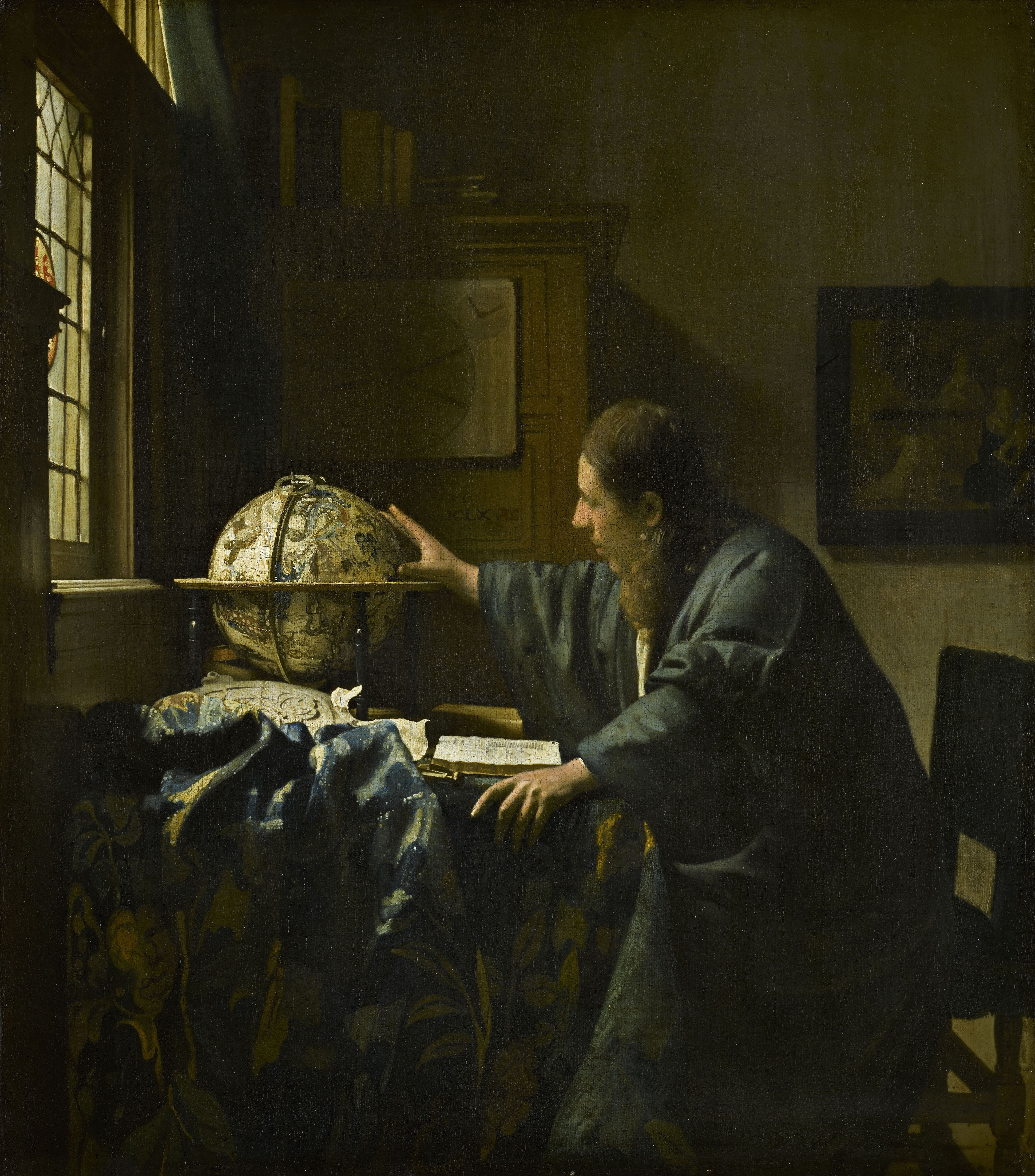
Couverture de la première édition roumaine du Matin des Magiciens: L'Astrologue de Johannes Vermeer (Dimineata magicienilor).

Jacques Bergier publie aussi chez Gallimard en 1960 le livre Le Matin des magiciens en collaboration avec Louis Pauwels qu'il a connu en 1954 (suivi de L'Homme éternel dix ans plus tard), qui constitue le manifeste du mouvement réaliste fantastique.
La mise en forme de cet ouvrage nécessita cinq années, sur la base d'une volumineuse documentation, qui sera inventoriée en 2007 à la Bibliothèque nationale de France dans le Fonds Pauwels. L'idée initiale germa dans l'esprit de Bergier alors qu'il était alité à l'infirmerie de Gusen, camp double de Mauthausen. Bien que très critique face aux arts divinatoires en général (et à l'astrologie en particulier), Bergier fait la part belle dans ce livre à des thèmes ésotériques, aux civilisations disparues et aux religions occultes.

#### La revuePlanète
En 1961, toujours avec Louis Pauwels (et François Richaudeau), Jacques Bergier crée la revue Planète, à laquelle participeront ses grands amis Aimé Michel (connu dès 1953, avec lequel il imagine le concept de l'orthoténie… sur le coin d'une nappe de restaurant), Charles-Noël Martin, Rémy Chauvin et George Langelaan. Ces travaux sont un mélange entre des éléments réellement scientifiques, des éléments qui relèvent plutôt de la science-fiction, et d'autres de l'occultisme. Le courant issu du Matin des Magiciens relève de la pseudo-science.

#### Direction de collections

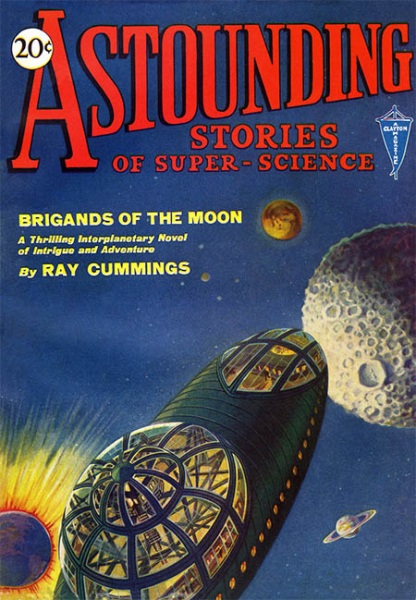
Une couverture "Astounding" de 1930.

"Objet", p. 267 du Livre des damnés de 1919.

Avec son vieux complice Georges H. Gallet, lui aussi grand collectionneur de pulps, Jacques Bergier co-dirige plusieurs collections chez Albin Michel de 1970 à 1975, dont la collection « Science-fiction » de l'éditeur. Le 1er avril 1974, Bernard Pivot crut pouvoir le tromper lors de l’émission Ouvrez les guillemets, en évoquant sur le plateau la participation des extraterrestres à la construction de la Ligne Maginot. Le 27 septembre 1972, il fait également partie des invités des Dossiers de l'écran avec Robert Charroux et Paul Misraki. Bergier est aussi co-directeur de la collection « Les Classiques de la S-F » du Club du livre d'anticipation (CLA) aux éditions Opta avec Michel Demuth, de 1968 à 1970. En 1972 et 1973, il gère encore la collection "Science parlante" d'Albin Michel avec Gallet.
Sa mémoire eidétique lui permettait une capacité de lecture surprenante, atteignant parfois dix livres par jour, au mieux de sa forme physique jusqu'au début des années 1970, « malgré une moindre performance depuis la fin de la guerre » (dixit). Depuis l’âge de 4 ou 5 ans, il lisait quatre à cinq livres par jour en moyenne, en plusieurs langues (une dizaine). Un livre lui prenait environ vingt minutes, un roman policier pas plus de dix (le jetant ensuite par dessus son épaule, pour former un tas quotidien derrière lui). Cette même mémoire lui permit aussi d'assurer de 1977 à 1978 le rôle de L'Incollable dans l'émission-jeu télévisée de RTL TV du même nom (aussi appelée Passer et gagner) présentée par l'animateur Fabrice. Il répondait de la sorte aux questions de Maître Jacques Chaussard, lorsque les trois célébrités helvétiques romanes invitées faisaient des erreurs. Bergier avoua lui-même présenter « de grandes lacunes » mais « uniquement en sport et en politique locale ». À son décès, l'émission se maintint encore durant quelques semaines, désormais simplement avec des colles plus orientées sur la vie quotidienne, contre un minuteur, et avec un simple historien si nécessaire, avant de prendre le nom de Système D jusqu'en 1985. Dans Admirations (réédité en 2000 aux éd. Œil du Sphinx), il rend hommage à John Buchan, Abraham Merritt, Robert E. Howard, Tolkien (qu'il a fait connaitre en France), etc.

#### Paranormal
Outre la traduction de l'ouvrage de Charles Fort Le Livre des damnés, Jacques Bergier publie plusieurs articles portant sur l'ufologie, la cryptozoologie et participe à la revue La Tour Saint-Jacques dont est responsable l'occultiste Robert Amadou.

### Vie privée et mort

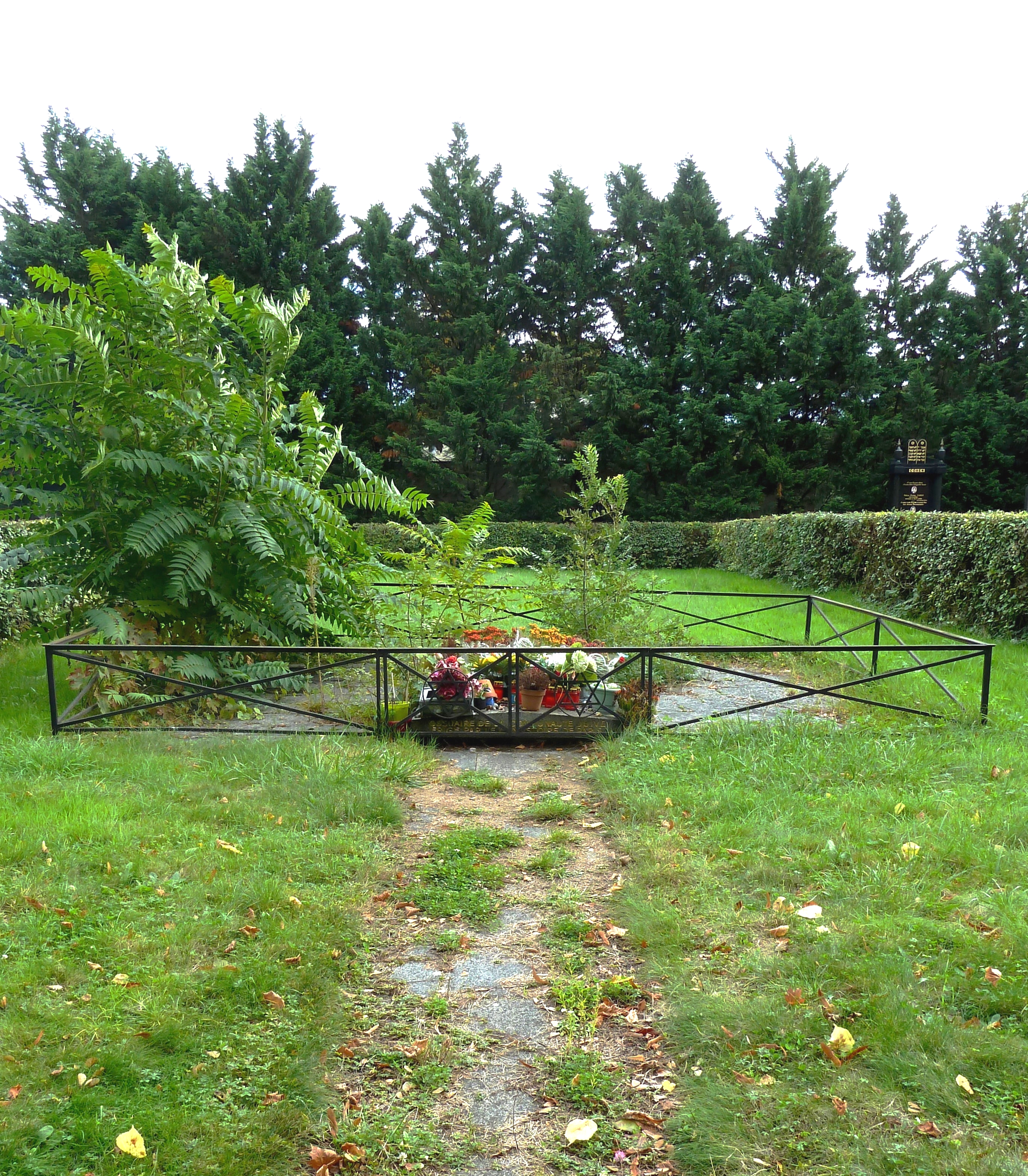
L'ossuaire israélite de Pantin 206-208.

Après sa libération en mai 1945, son amie et co-résistante du réseau Marco Polo, Françoise Viviane Juliette Tolédano (1921-1991), lui prêta son appui et le soigna pendant de longs mois,. Le 19 mars 1949, Jacques Bergier épouse Jacqueline Bernardeau, native de Bordeaux et âgée de 28 ans, avec qui il reste marié jusqu'à sa mort en 1978, malgré leur séparation. Mort d'une hémorragie cérébrale, il est placé dans la division temporaire 39bis de la division israélite du cimetière de Pantin, puis transféré à l'ossuaire israélite de la 208e division de ce même cimetière en 1999.

## Théories

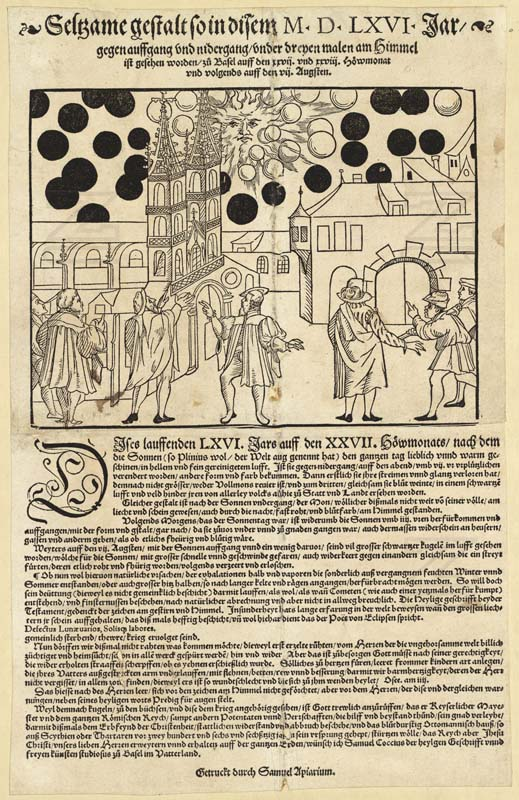
Œuvre de Samuel Coccius en 1566.

À travers ses écrits, Jacques Bergier a émis plusieurs théories liées à des domaines généralement exclus par la science officielle : phénomènes paranormaux, alchimie, civilisations disparues, OVNI, etc. Pour lui, le cerveau humain dispose de pouvoirs quasi illimités, et l'humanité a établi des contacts avec des extra-terrestres, notamment par l'intermédiaire d'anciennes civilisations disparues. [réf. nécessaire]
Dans Le Matin des magiciens et dans la plupart de ses autres ouvrages, Jacques Bergier suppose l'existence d'extraterrestres. Il cite plusieurs phénomènes comme preuves (ou « coïncidences exagérées » selon ses termes) de leur existence, notamment la constatation de traces de ventouses sur les montagnes. [réf. nécessaire]

### Le «réalisme fantastique»

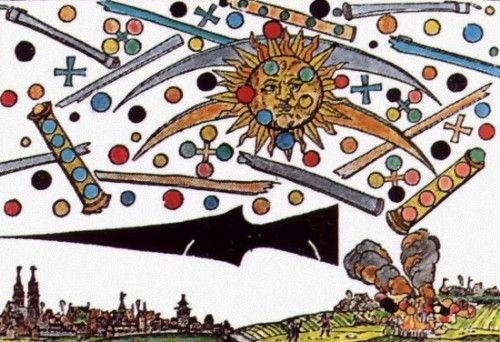
Gravure sur bois de Hans Glaser, 1561. Phénomène céleste dans le ciel de Nuremberg.

Le Matin des magiciens, co-écrit avec Louis Pauwels, est à l'origine du mouvement appelé réalisme fantastique. Ce courant de pensée et de recherche se veut avant tout scientifique, et a pour objet l'étude de domaines généralement exclus par la science officielle. [réf. nécessaire]
Le modèle absolu de Jacques Bergier est Charles Fort, auteur du Livre des damnés (1919), qui enquêtait sur divers phénomènes inexpliqués relatés dans les journaux (pluies de grenouilles, de sang, de gélatine, observations d'objets volants non identifiés, disparitions mystérieuses…) et proposait, avec une grande liberté d'esprit, des explications qui défiaient toutes les théories habituellement admises par la science (êtres énigmatiques (ex. Kaspar Hauser), livres « maudits » (ex. le Manuscrit de Voynich)…). [réf. nécessaire] Jacques Bergier et Louis Pauwels entreprennent d'ailleurs la traduction du Livre des damnés qui paraît aux éditions Deux-Rives en 1955, dans lequel Jacques Bergier signe une introduction,.

Comme Charles Fort, Jacques Bergier estimait que la science a tendance à se fermer à tous les phénomènes qui viennent bouleverser ses convictions. Les domaines de prédilection de Jacques Bergier sont cependant plus ésotériques que ceux de Fort : alchimie, civilisations disparues, parapsychologie… jusqu'à des thèmes parfois moins convenus (Dicke Luft…).

Caricature des Hommes en noir.

Deux des grandes lignes du réalisme fantastique sont la croyance au pouvoir quasi illimité du cerveau humain, et la croyance en l'existence des extra-terrestres et des nombreux contacts de l'humanité avec eux, notamment par le passé. Jacques Bergier croyait qu'il existait avant les civilisations connues, voire avant la préhistoire, des civilisations qui auraient totalement disparu, à la suite de leur autodestruction par une technologie trop avancée. C'est cette théorie qui a donné naissance à celle des hommes en noir, qui seraient là pour empêcher de nouvelles destructions.
Dans Les livres maudits, Jacques Bergier dit avoir vu à toutes les conférences consacrées à Planète « un groupe d'hommes en noir à l'aspect sinistre, toujours les mêmes », dont le rôle serait « d'empêcher une diffusion trop rapide et trop étendue du savoir ». Il fait remonter l'existence de cette conspiration à la plus haute Antiquité, leur attribuant notamment la destruction de la bibliothèque d'Alexandrie.

### La futurologie

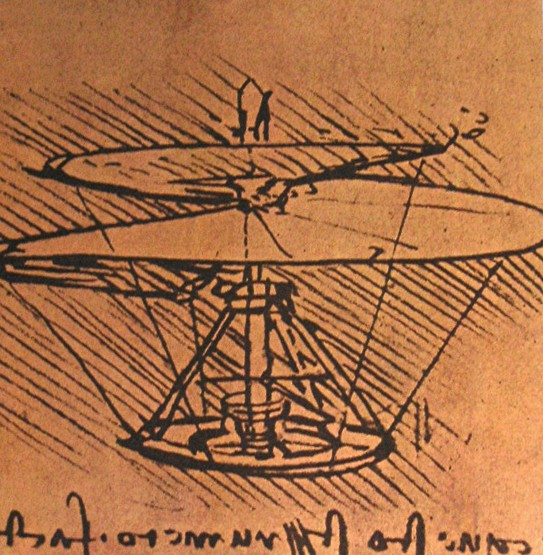
L'hélicoptère de Léonard de Vinci.

Dans Visa pour Demain, Jacques Bergier expose comment il est possible de connaître le futur, non pas par la divination, mais par la science. Il est, dit-il, possible, en observant les découvertes actuelles dans les sciences théoriques d'imaginer l'arrivée d'inventions utilisant ces découvertes 50 ans plus tard. Bergier aurait ainsi prévu certaines des technologies de l'an 2000, sauf la téléphonie mobile, mettant toutefois en garde contre une prospective trop rationnelle (« C’est comme si on disait que nous sommes en 1903 et qu’il y a 730 fiacres dans Paris, avec dans chacun 200 fouets pour les chevaux. Donc en 2003, il y aurait par conséquent 7 300 fiacres, avec chacun 2 000 fouets »). Cette idée de futurologie peut être rapprochée de celle de psychohistoire inventée par Isaac Asimov dans le Cycle de Fondation.
Dans son livre Visa pour une autre terre Jacques Bergier écrit qu'un jour tous les humains seraient fichés par un ordinateur central.

### Le surhomme

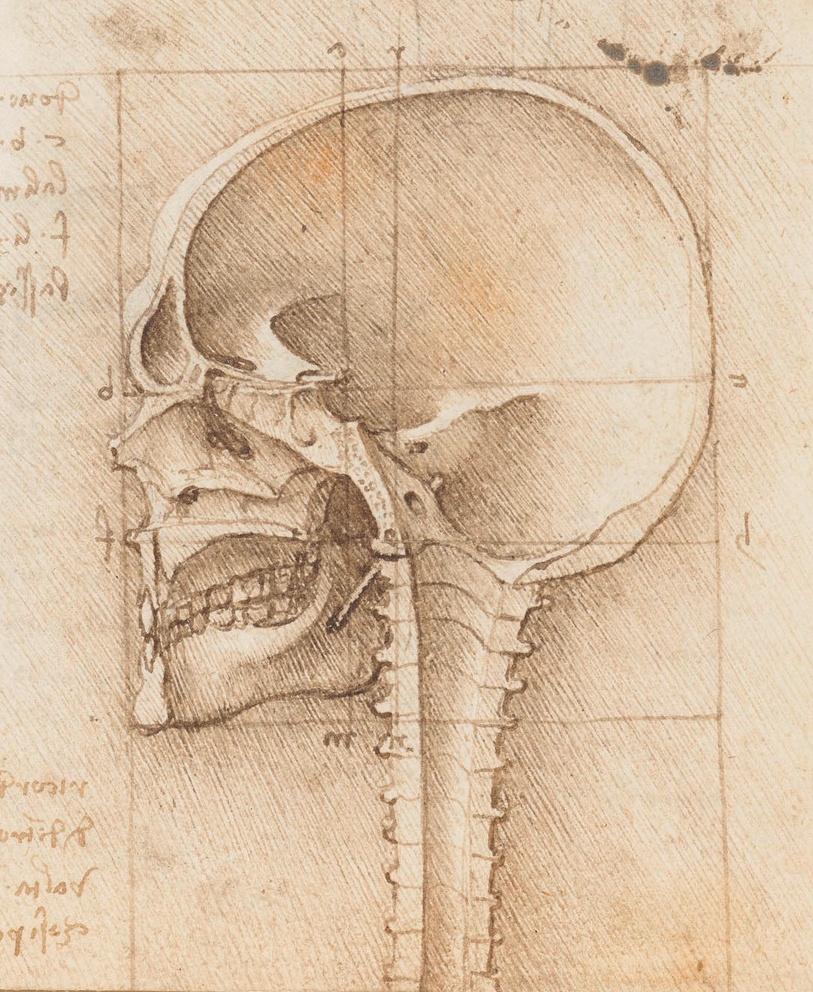
Un dessin de Léonard de Vinci (le crâne humain).

Dès 1956 Jacques Bergier se prêtait discrètement à des expériences sur les pouvoirs télépathiques humains, en collaboration avec l'US Navy à bord de sous-marin. De même que Louis Pauwels avec lequel il partageait un « bibliotropisme positif », Bergier accréditait la thèse du surhomme psychique (et non physique) à venir, lui-même se reconnaissait à différentes périodes de sa vie l'acquisition de deux pouvoirs psychologiques inexpliqués : la sensation d'être suivi toujours avérée, et la perception de la sensation de faim chez autrui.
Mensan, polymathe, il était également doté d'hyperosmie (il appréciait ainsi tout particulièrement le Wiener Schnitzel des Deux Coqs d'or, restaurant russe parisien proche de la rue Saint-Jacques, avec violons tziganes)… mais devint pratiquement aveugle à la fin de sa vie, à la suite de l'évolution accélérée d'une rétinopathie diabétique instable sur fond d'une forte myopie, d'où une grave chute en octobre 1975. Il constatait également que certains de ses rêves scientifiques basés sur la prémonition avaient pu se réaliser de son vivant. Malgré sa mémoire visuelle éidétique, il avouait cependant n'avoir aucune mémoire auditive.
Selon lui, l'émergence d'une supra-conscience anticipatrice par modifications biochimiques cérébrales dans le cadre de la « Condition surhumaine » — terme du concept factuel, par rapprochement d'époque, d'où le lien précédent — (voir L'Homme éternel pour le titre finalement retenu pour l'ouvrage correspondant) était déjà en marche, de par l'obligation d'adaptation au progrès, grâce à la stimulation permanente et forcée de l'interprétation de l'esprit humain.

### L'ère Internet
Dès 1968, Jacques Bergier évoquait « l'espace des ordinateurs », conçu alors comme une « prise de calcul » (c'est-à-dire plutôt un terminal d'un ordinateur central, la microinformatique n'étant pas encore prévisible à cette époque). Il parla aussi de la nécessité d'un fournisseur d'accès (« redevance permanente de location et taxe proportionnelle au nombre de communications ») — les utilisateurs travaillant entre eux en « temps partagé », souvent grâce au télétravail —, de l'aspect moteur de recherche de la problématique (« permettant de poser les questions les plus diverses »), de la naissance de l'« élément portatif », du copyright, de la protection d'accès (notamment aux enfants par des « clés »), et de la protection des données sensibles (décrite comme la « discrétion des ordinateurs »), niant cependant la possibilité de « traduction automatique » (pour instantanée).

« En 1974, il y aura deux cent mille ordinateurs dans le monde. En 1980, il y en aura cinq cent mille, plus cinq millions de téléphones permettant d’utiliser les ordinateurs. C’est-à-dire des téléphones équipés avec des écrans de télévision, par l’intermédiaire desquels un ordinateur pourra transmettre à distance sa réponse à une question. »

## Publications

### Ouvrages

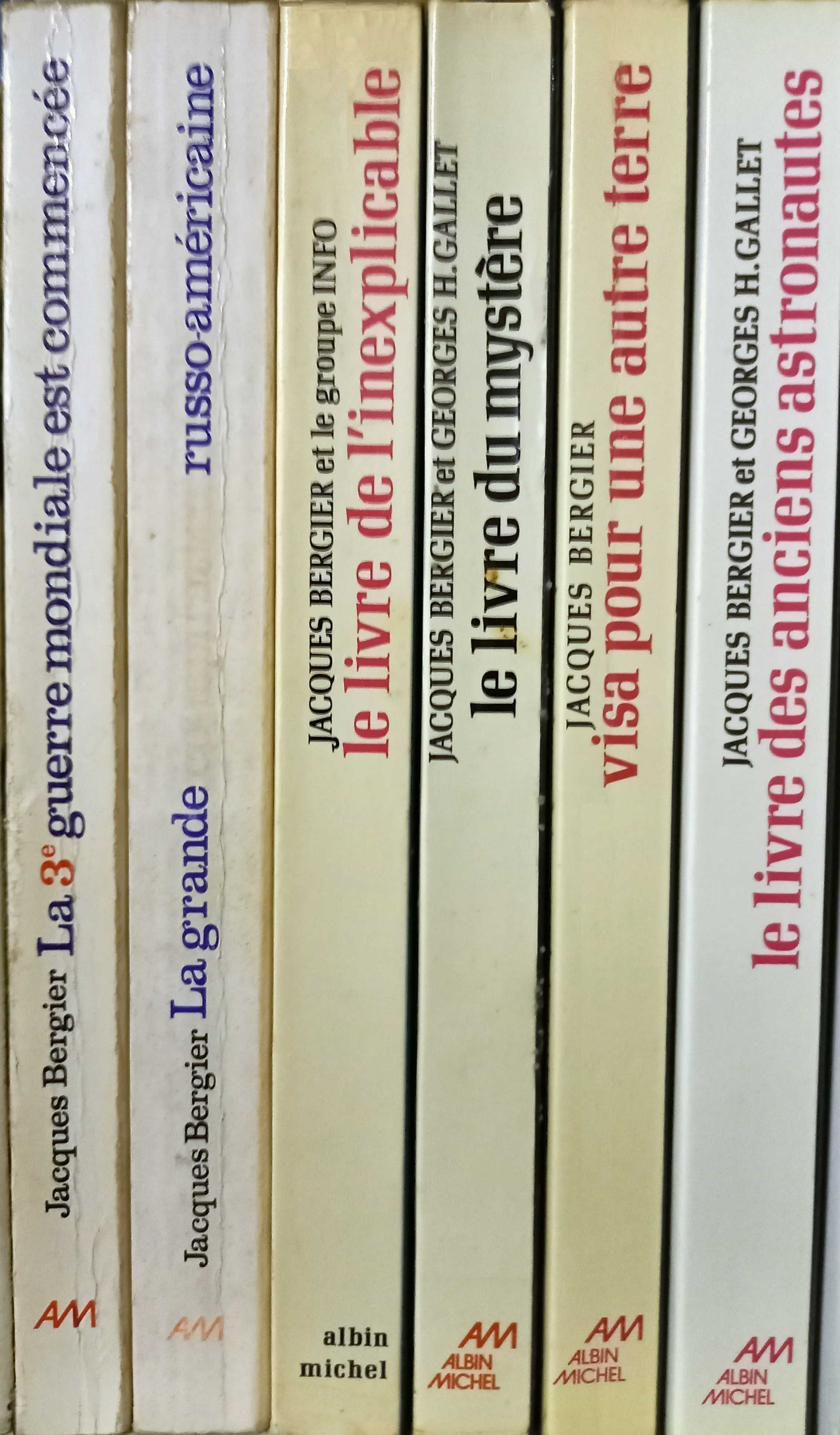
Livres de Jacques Bergier chez Albin Michel.

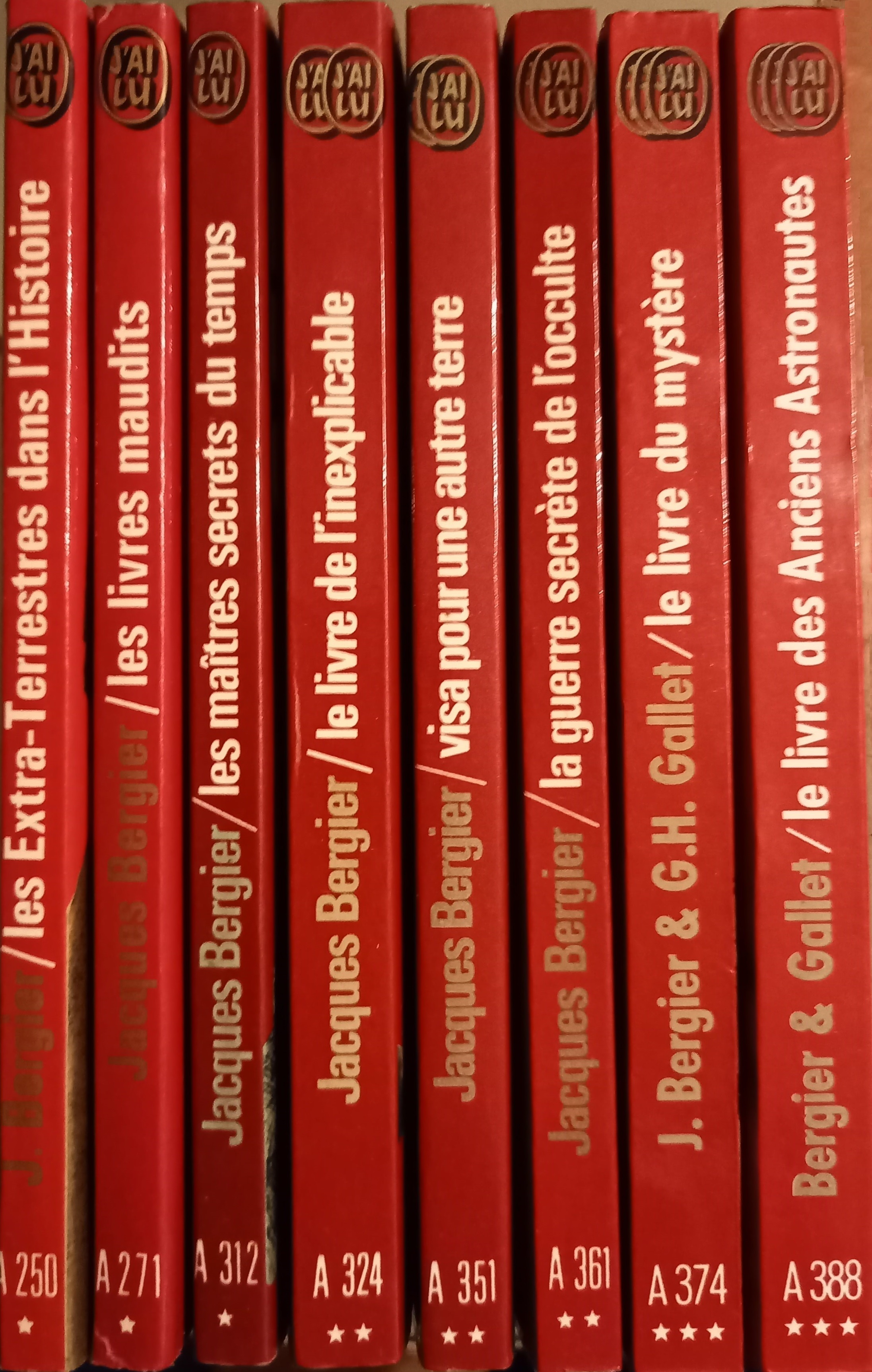
Huit des douze livres de poche de Jacques Bergier publiés chez J'ai lu (ici en collection L'aventure mystérieuse).

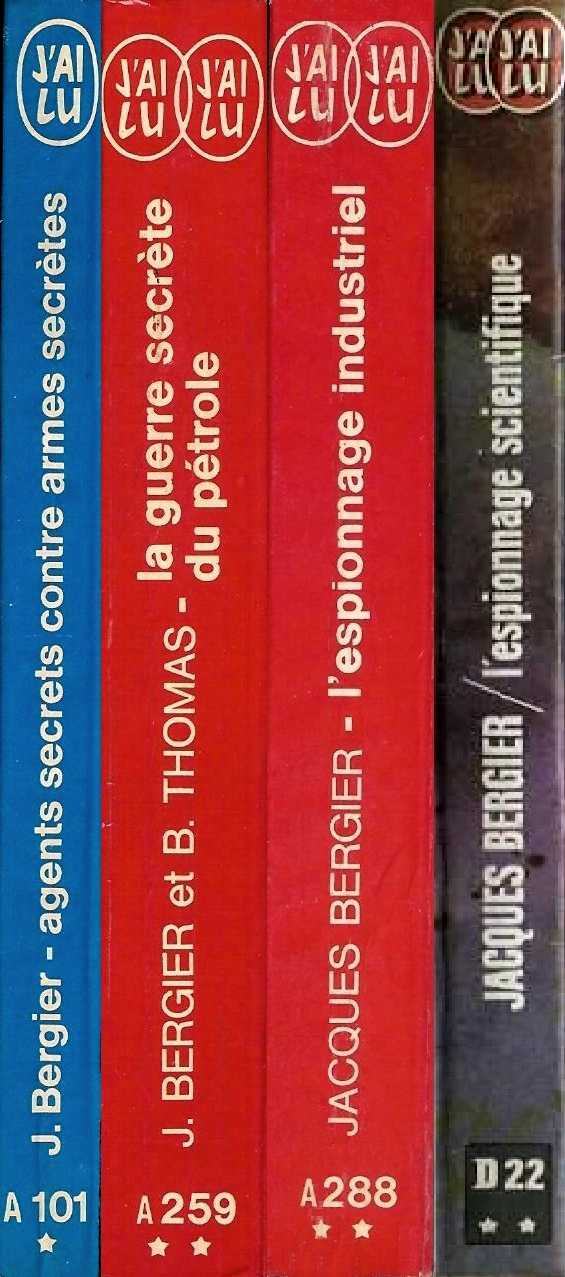
Et ses quatre autres ouvrages J'ai Lu.

- Économie politique d'un enfer dans les Cahiers du Sud, tome XXVI (1947), pages 1038-1042.
- Cinquante années de découvertes (collectif), 1950.
- Visa pour demain (avec Pierre de Latil), 1954.
- Agents secrets contre armes secrètes, Arthaud, 1955 ; Éditions J'ai lu, no 101 (coll. Leur aventure), 1965.
- Quinze hommes, un secret (avec Pierre de Latil), 1956.
- Les Mystères de la vie, Le Centurion (coll. Les Étoiles), 1957.
- « L'énergie H », Diagrammes, no 11,‎ janvier 1958.
- Les Dompteurs de force, 1958.
- Les Murailles invisibles, 1959.
- Le Sous-marin de l'espace (avec Françoise d'Eaubonne et Jean-Charles), 1959.
- « Merveilles de la chimie moderne », Diagrammes, no 37,‎ mars 1960.
- Le matin des magiciens (avec Louis Pauwels), 1960.
- « Le plasma quatrième état de la matière », Diagrammes, no 50,‎ avril 1961.
- Visa pour l'humour (Collectif), 1962.
- À l'écoute des planètes, 1963.
- Rire avec les savants, 1964.
- Nos pouvoirs inconnus (avec P. Duval), 1966.
- L'Actuelle guerre secrète (avec Pierre Nord), 1967.
- La Guerre secrète du pétrole (avec Bernard Thomas), 1968 ; Éditions J'ai lu, n° A259 (L'Aventure aujourd'hui).
- L'Espionnage industriel, 1969 ; Éditions J'ai lu, n° A288 (L'Aventure aujourd'hui).
- La Guerre scientifique (avec J-Ph. Delaban), 1970.
- Les extra-terrestres dans l'Histoire, 1970 ; J'ai lu, n° A250 (coll. L'Aventure mystérieuse), 1971.
- Admirations, édition Christian Bourgeois, 1970.
- L'Homme éternel (avec Louis Pauwels), 1970.
- Guerre secrète sous les océans (avec V. Alexandrov), 1970.
- Les Frontières du possible, 1971 ; rééd. sous le titre Aux limites du connu.
- L'Espionnage scientifique, 1971.
- Les Livres maudits, 1971 ; J'ai lu, n° A271 (coll. L'Aventure mystérieuse).
- Les Empires de la chimie moderne, 1972.
- Le Livre de l'inexplicable, 1972 ; J'ai lu, n° A324 (coll. L'Aventure mystérieuse).
- Vous êtes paranormal, 1972.
- Impossible possibilities (Avon, inédit en France), 1973[42].
- L'Espionnage politique, 1973.
- L'Espionnage stratégique (avec J.-Ph. Delaban), 1973.
- Visa pour une autre terre, 1974 ; J'ai lu, n° A351 (coll. L'Aventure mystérieuse).
- Les Maîtres secrets du temps, 1974 ; J'ai lu, n° A312, (coll. L'Aventure mystérieuse).
- Les Nouveaux Mystères de l’archéologie (avec P. Chwat), 1974.
- Le Livre du mystère (avec Georges H. Gallet), 1975 ; J'ai lu, n° A374 (coll. L'Aventure mystérieuse).
- La Troisième Guerre mondiale est commencée, 1976.
- Je ne suis pas une légende, Éd. Retz, 1977 (autobiographie; le chapitre consacré à l'aventure "Planète", non publié, reste au Fond Bergier).
- Le Livre des anciens astronautes (avec G. H. Gallet), 1977 ; J'ai lu, n° A388 (coll. L'Aventure mystérieuse).
- La Grande Conspiration russo-américaine, 1978.
- La Guerre secrète de l’occulte, 1978 ; J'ai lu, n° A361 (coll. L'Aventure mystérieuse).
- L'Histoire invisible (collectif, "groupe xxx"), 1972.
- La Tribune des Nations, 1947 à 1975 (journal ; près de 30 années d'articles puis de chroniques hebdomadaires, sous le pseudonyme de Jérôme Cardan).
- Tout savoir, 1957 à 1968 (magazine).
- Planète, 1961 à 1971 (encyclopédie).
- Nostra, 1972 à 1978 (journal ; puis magazine - rédacteur en chef Lucien Barnier).
- L'Aube du magicien, 2008 (œuvres choisies, période 1945-1960, tome 1, Éd. L'Œil du Sphinx).
- L'Aube du magicien, 2016 (décembre, anthologie de Joseph Altairac, période 1954-1970, volume 2, Éd. L'Œil du Sphinx - Dossiers de Réalisme Fantastique 3).

#### Tapuscrit non publié
- La condition surhumaine (écrit entre 1970 et 1975 essentiellement par Bergier, actuellement déposé au fond Louis Pauwels de la BNF, et prévu pour étoffer un éventuel manuel de l'embellisement de la vie avec Pauwels sous forme de pentalogie)[43].

### Encyclopédies et anthologies

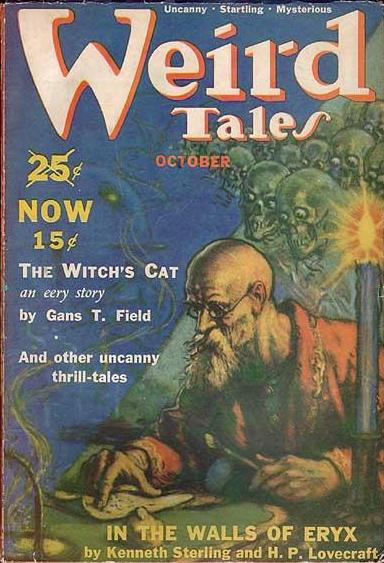
Une couverture citant H.P. Lovecraft.

- Encyclopédie internationale des sciences et des techniques (sous sa direction), 1961.
- Encyclopédie de l’inexpliqué (sous sa direction), 1976.
- Les douze meilleures histoires de science-fiction soviétique (Ilya Varshavsky initialement, puis sous sa propre direction), 1963 si Laffont, 1974 si Marabout SF.
- Les chefs-d'œuvre du sourire (avec Jacques Sternberg et Alex Grall), 1964 Anthologies Planète.
- Les chefs-d'œuvre du crime (avec Jacques Sternberg - 40 nouvelles), 1965 si Planète, 1966 si Marabout Géant.
- Les chefs-d'œuvre de l'épouvante (avec Jacques Sternberg et Alex Grall - 60 histoires abominables de 50 écrivains, et 120 dessins terrifiants), 1965 Anthologies Planète (plus préface).
- Les chefs-d'œuvre du rire (avec Jacques Sternberg et Alex Grall), 1966 Anthologies Planète.
- Les chefs-d'œuvre du fantastique (avec Jacques Sternberg et Alex Grall), 1967 Anthologies Planète.
- Chefs-d'œuvre de la science-fiction (sous sa direction - 12 volumes), 1970 (Rencontre -Suisse-; à ne pas confondre la même année avec ceux de Sternberg seul, pour Planète).
- L'Anthologie de l'Espionnage 1 (avec Paul Kenny...), 1970 (v.o.p.).
- Les Meilleurs récits de (pulps) (par Jacques Sadoul - 13 tomes - non crédité comme coauteur), de 1974 à 1979.

### Articles

#### Science et Vie
- no 443, août 1954, « L'Utilisation industrielle de l'énergie atomique en Angleterre » (avec Pierre de Latil).
- n° Hors-Série « L'Homme dans l'espace », 1960 : « Applications des satellites : laboratoires de l'espace » et « Colonisation de la lune ».
- no 736, janvier 1979, « Cet elfe qu'était Jacques Bergier » (à son décès).

#### Sciences et Avenir
- no 111, mai 1956, « Les travaux de Pontecorvo en URSS, pour découvrir l'anatomie du proton ».
- no 112, juin 1956, « L'oxygène atomique de la haute atmosphère, combustible des engins téléguidés de demain ».
- no 114, août 1956, « Quand l'industrie annexe l'alchimie ».
- no 115, septembre 1956, « Le 17 septembre, la planète Mars ne sera qu'à 59 700 000 km de la terre ».
- no 117, novembre 1956, « Qu'est-ce que le feu ? ».
- no 118, décembre 1956, « Les dernières équations d'Einstein recèlent-elles les secrets de l'antigravitation ? ».
- no 122, avril 1957, « Les déchets des piles atomiques feront naître demain une radio-chimie ».
- no 123, mai 1957, numéro spécial « Les portes de l'an 2000 », auteurs non différenciés (Pierre de Latil, Albert Ducrocq, Jacques Bergier, etc.) ; Présomption d'articles de Jacques Bergier : « Les hommes de demains raisonneront-ils avec des machines » et « Au-delà des usines sans hommes, la nation automatique ».
- no 125, juillet 1957, « La plus grande révolution de la physique depuis Einstein : le principe de parité s'effondre ».
- no 128, octobre 1957, « Des progrès décisifs dans la domestication de l'énergie H ».

## Dans la culture populaire

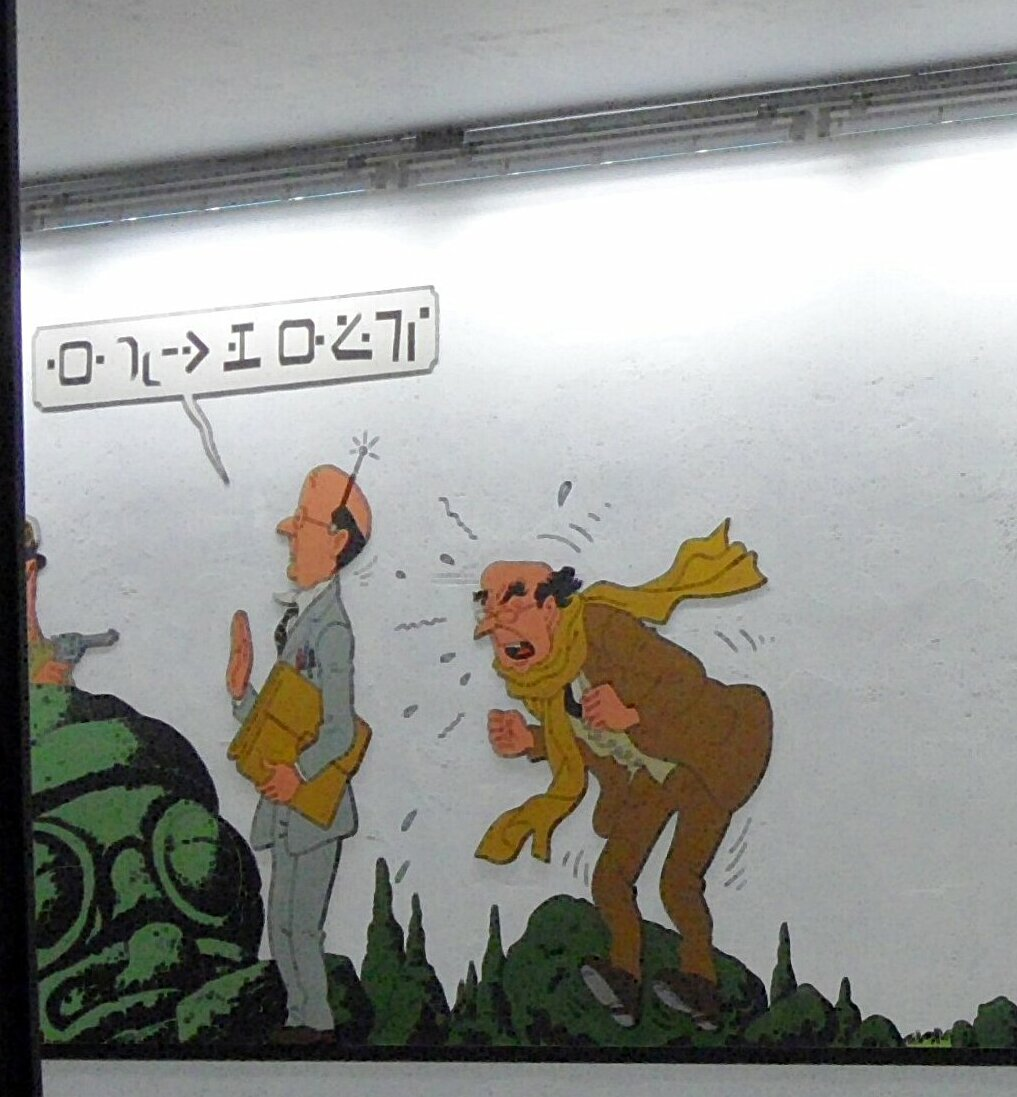
Mik Ezdanitoff (à gauche), sur la fresque de la gare de Stockel (métro de Bruxelles).

Déjà nommé pilote interstellaire en 1964 (*), il paraît en 1968 sous la plume d'Hergé dans l'album de Tintin Vol 714 pour Sydney où il devient Mik Ezdanitoff de la revue Comète (et antérieurement sous celle de Franquin dans l'album Le Voyageur du mésozoïque en 1957 – comme Pr Sprtschk). En 1965, Hergé prévoyait d'appeler ce personnage « Jacques Gerbier » ou « Korsakoff ».
Il est aussi l'un des personnages centraux du roman de François Darnaudet, Le Papyrus de Venise, publié en 2006 et de sa fausse suite, Le Möbius Paris Venise, publié en 2019[réf. souhaitée].
Il est également un des personnages centraux de la série de bandes dessinées "Le grand jeu" (tomes 1, 2 et 3) de Pécau, Pilipovic, Thorn

## Hommages
- En 2002 est créé le prix Jacques Bergier, qui récompense des ouvrages de science-fiction et de fantastique (lauréat Nicolas d'Estienne d'Orves, pour son roman Fin de race publié chez Flammarion).
- En 2008 (22 novembre), conférences pour le colloque du 30e anniversaire de la disparition de Jacques Bergier, à la bibliothèque-médiathèque de Saint-Germain-en-Laye (avec Philippe Marlin, Patrick Clot, Marc Saccardi, André Ruellan, Joseph Altairac, Clément Pieyre (conservateur de la Bibliothèque Nationale) et Jean-Luc Buard.
- En 2016, l'exposition « Un autre monde (((dans notre monde))) » souligne l'influence de Jacques Bergier et Louis Pauwels dans le courant du réalisme fantastique, à la galerie du jour agnès b. à Paris[46].
- En 2017, il est le fil conducteur des trois journées du deuxième Salon des littératures maudites à la médiathèque "Voyelles" de Charleville-Mézières (Ardenne métropole), où désormais est entreposé depuis 2019 le Fond Bergier (le manuscrit du Matin des magiciens restant dans le Fond Pauwels de la BNF, avec quelques autres documents de Bergier).

## Décorations principales et prix

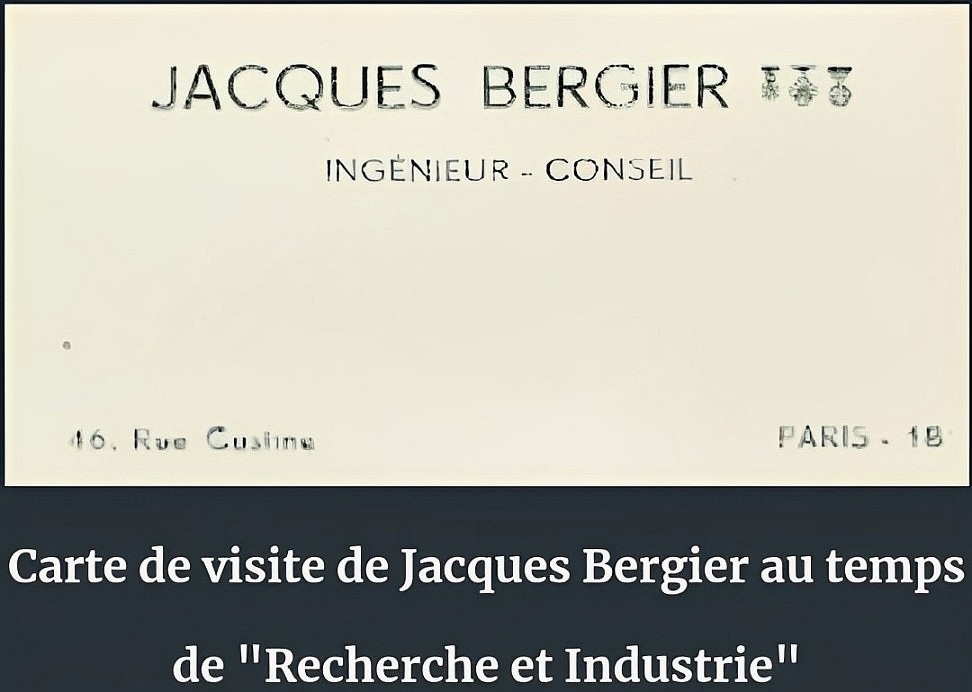
Carte de visite de Jacques Bergier en 1948, avec ses trois principales décorations.

- Chevalier de la Légion d'honneur (décret du 2 novembre 1945 à titre militaire, ayant rang de capitaine de la Division générale des études et recherches)
- Croix de guerre avec palme, citation à l'ordre de l'armée (même décret)
- Médaille de la Résistance française avec rosette (décret du 15 octobre 1945)
- Prix International Galabert d'astronautique en 1961 (conjointement avec son ami Jean Charon)[47]
- Prix Europa-Littérature en 1978 (remis par le bijoutier suisse Yves Piaget).